# پیاده‌گردی

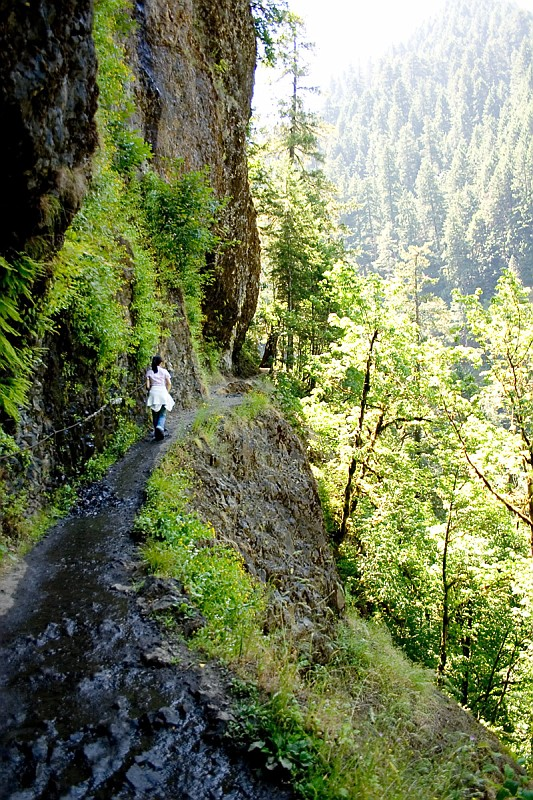
یک مسیر پیاده‌گردی در اورگان

پیاده‌گردی کنشی در محیط باز است که شامل پیاده‌روی در طبیعت، عموماً کوهستان یا دیگر جاها با چشم‌انداز زیبا است. پیاده‌گردی کنشی بسیار محبوب است، چنان‌که تعداد زیادی سازمان و تشکل پیاده‌گردی در سراسر جهان وجود دارند. سودمندی روش‌های مختلف پیاده‌گردی برای سلامتی در پژوهش‌های علمی بسیاری تأیید شده است.
پیاده‌گردی که بسته به جای آن می‌توان آن را کویرگردی و گُلگشت نیز نامید یک کنش تفریحی در فضای طبیعی باز، که اغلب شامل کوه‌ها و دشت‌های سرسبز و زیبا می‌باشد. معمولاً برای این کنش مسیرهای مخصوصی در نظر گرفته شده و چنان پرطرفدار هست که سازمان‌های زیادی در سرتاسر جهان اقدام به برگزاری تور در این زمینه می‌نمایند.
پیاده‌گردی اگر در مسیرهای سخت و دور از شهر باشد راه‌نوردی نامیده می‌شود.

## تجهیزات

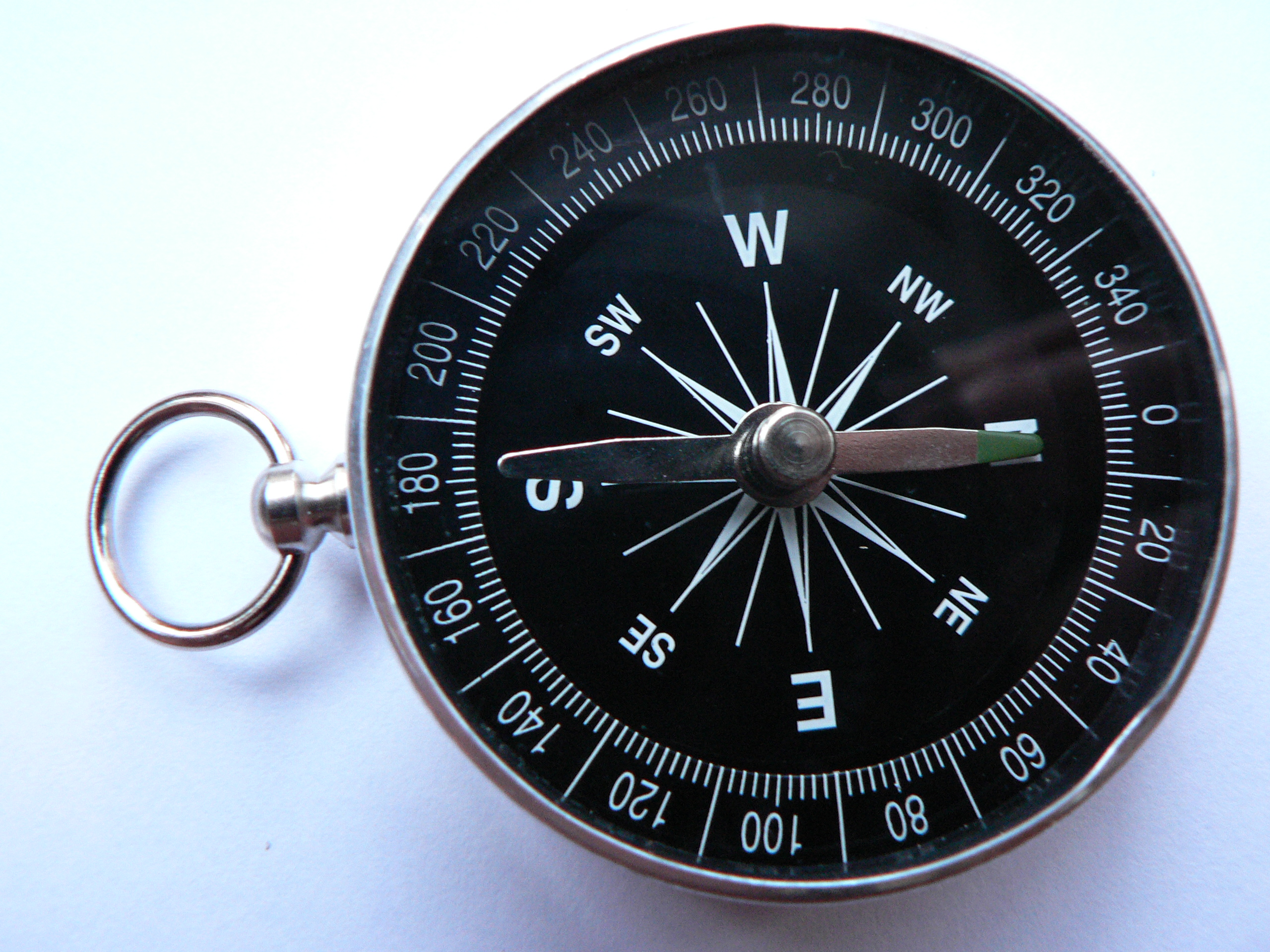
قطب‌نما خریداری شده در صوفیه (در مجاورت کلیسای جامع الکساندر نوسکی)

برای پیاده‌گردی، حداقل تجهیزات لازم می‌تواند کوله‌پشتی، کفش مناسب برای سطوح سنگلاخی، آب، خوراک، و نقشه باشد. برخی گروه‌های پیاده‌گردی در این زمینه بسیار سخت‌گیر هستند، به گونه‌ای که فهرست آن‌ها ضروریات دَه‌گانه نام گرفته است. در این سیاهه، قطب‌نما، عینک دودی، کرم ضدآفتاب، چراغ قوه، جعبه کمک‌های اولیه، سنگ چخماق یا فندک و چاقو دیده می‌شوند. برخی گروه‌ها، بسته به نوع تفریح، موارد دیگری را هم مانند دافع حشرات و پتوی حرارتی لازم می‌دانند. امروزه، استفاده از سامانه موقعیت‌یاب جهانی (جی‌پی‌اِس) برای جهت‌یابی، کمک بزرگی است.

## رفتار پیاده‌گردی
چون این کنش، تفریحی هست انتظار می‌رود که پیاده‌گردها خوش‌رو و مهربان باشند. گاهی ممکن است پیاده‌گردها در تفریح همدیگر اختلال ایجاد کنند. به منظور جلوگیری از این امر، فرهنگی به شرح زیر در بین پیاده‌گردها گسترش یافته است:
- گاهی گروه بالارو در مسیر کوه، با گروه پایین‌رو برخورد می‌کند. در چنین شرایطی گروه بالارونده باید از سمت راست حرکت کند.
- داشتن رفتار بسیار تندتر یا کندتر از گروه، می‌تواند بسیار آزاردهنده باشد و از حفظ نظم جلوگیری کند. راه رفتن بسیار تند باعث خستگی و آسیب جسمی می‌تواند شود. اگر گروه به دو قسمت تند و کند تقسیم شود گروه کند ممکن است جا بماند و گم شود. رفتارِ معمول این است که پیاده‌گردهای کند را تشویق به حضور در خط مقدم کنند و بقیه گروه با سرعت آن‌ها پیش بروند. یک کار دیگر این است که افراد با تجربه‌تر در طول گروه جلو و عقب بروند تا مطمئن شوند که کسی از گروه جا نمانده است.
- پیاده‌گردها معمولاً تمایل دارند از صدای طبیعت اطراف خود و صفای آن لذت ببرند و بلند حرف زدن، فریاد کشیدن، استفاده از تلفن همراه، مانع لذت می‌شود. کسانی که به طبیعت آمده‌اند برای حس آرامش آن آمده‌اند.
- داشتن یک کیسه زباله و رها نکردن زباله‌ها در طبیعت، بسیار خوب است. حتی در صورتی که زباله‌ها از آن شما نباشد افراد یک گروه گلگشتی نسبت به زباله‌های گروه احساس مسئولیت می‌کنند و زباله‌های جا مانده از دیگران را هم جمع می‌کنند.

اصول سازمان مردم‌نهاد «رد پایی از خود نگذار» برای کودکان و نوجوانان در مورد رفتار مناسب گلگشت:
- در مورد جایی که می‌روی، قبل از اینکه بروی بدان
- راه درست را انتخاب کن
- زباله در سطل زباله
- هر چه را که پیدا می‌کنی سر جایش بگذار
- با آتش محتاط باش
- به حیات وحش احترام بگذار
- با بازدید کنندگان دیگر مهربان باش.

## ناگواری‌ها
یکی از رایج‌ترین انواع ناگواری‌ها، اسهال است. گیاهان سمی نیز می‌توانند باعث خارش و حساسیت در پیاده‌گردها شوند. از انواع گیاهان سمی، بلوط سمی، پیچک سمی، سماق سمی، و گزنه را می‌توان نام برد.
شرایط خطرناک پیاده‌گردی: گم کردن راه، مسیرهای پر خطر، هوای نامتعادل، بیماری‌های خاص، تصادفات خاص (فوریت‌های پزشکی مثل کمبود آب، سرمازدگی، یا گرمازدگی)، آسیب‌های خاص (مثل آفتاب‌سوختگی)، حمله حیوانات و آسیب‌های داخلی (مثل کوفتگی مچ پا) هستند. همچنین در مورد مرز کشورها هم باید دقت کرد وگرنه ممکن است وارد محدوده خاصی شویم که نمی‌دانیم و باعث دردسر شود.